# 長松ひろし
長松 ひろし（ながまつ -、8月13日 - ）は、日本の男性声優。神奈川県出身。以前はぷろだくしょんバオバブに所属にしていた。旧芸名は長松 博史（ながまつ ひろし）。趣味はバイクのツーリング。

## 出演

### テレビアニメ
2005年
- 巌窟王（部下）

2007年
- この青空に約束を― 〜ようこそつぐみ寮へ〜（建部繁）

2008年
- スレイヤーズREVOLUTION（タフォーラシア国民A）
- ドラえもん（テレビ朝日版第2期）（ランドセル、他）

2010年
- スティッチ! 〜いたずらエイリアンの大冒険〜（山田）

### 劇場アニメ
2010年
- REDLINE

### 吹き替え
- アンダーワールド ビギンズ
- WITHOUT A TRACE/FBI 失踪者を追え! シーズン4
- クリミナル・マインド FBI行動分析課
- ザ・パシフィック
- ジーン・シモンズのロックスクール（レミー・キルミスター）
- ゼア・ウィル・ビー・ブラッド
- 弾突 DANTOTSU
- ヒックとドラゴン
- プリズン・ブレイク（サミー）
- マダガスカル
- ラッキー・ガール
- ワイヤー・イン・ザ・ブラッド3（ギャビン・コクラン）